# Zsári-völgy
A Zsári-völgy (szlovákul Žiarska dolina) a Liptói-havasok része Szlovákiában.
A völgybe Zsár (Žiar) községből juthatunk el legkönnyebben. A völgy a Baranec és a Ráztoka csúcs közt fekszik. Szűk alsó része fokozatosan kitágul, és záró szakaszát hatalmas gleccserkatlanok alkotják, a Nagy- és a Kis-Zavrat (Vel'ký és Malý Závrat), melyeket a (Prostedný grúň) sziklás háta választ el egymástól. Mindkét katlan záró szakasza pompás látvány. A Nagy-Zavrat (Vel'ký Závrat) fölött emelkedik a Tri kopy (Tri kopy) 2154 méter, s tőle balra a 2178 m-es Banikov (Baníkov). A Kis-Zavrat dísze a 2126 m-es (Plačlivé). A Liptói-havasok déli oldalán lévő 7 km hosszú völgy a turisták által a leglátogatottabbak közé tartozik. Itt található 1325 m magasságban a Zsári-menedékház (Žiarska chata), a Zverovkán (Chata Zverovka) kívül még egy magashegységi turistaház. Az 1965 m magas Szomorú-hágón (Smutné sedlo) át a völgy záró szakaszában átjáró vezet Liptóból Árvába.
A terület turisztikai szempontból vonzó, s felvonóval ellátott kedvelt síterep is. Érdemes megtekinteni a Liptói-havasok áldozataira emlékeztető kegyhelyet is. A Zsári-menedékháztól turistaút vezet a közeli (Šarafiový vodopad) vízeséshez. A turistaháztól három hágóra vezet ösvény. Az 1856 m magasan fekvő Jalóci-hágón (Jalovské sedlo) át a Banikovra, az 1965 m magasan lévő Szomorú-hágón át a Szomorú-völgybe (Smutná dolina) és Rohács-völgybe (Roháčska dolina), az 1947 m magasan fekvő Zsári-hágón (Žiariske sedlo) át a Jamniki-völgybe (Jamnícka dolina) visz a turistaút.